# Amolops himalayanus
Espèce
Synonymes
- Rana himalayana Boulenger, 1888

Amolops himalayanus est une espèce d'amphibiens de la famille des Ranidae.

## Répartition
Cette espèce se rencontre :
- en Inde dans le district de Darjeeling au Bengale-Occidental ;
- au Népal.

## Taxinomie
L'UICN le considère comme un synonyme de Amolops formosus (Günther, 1876).

## Étymologie
Cette espèce est nommée en référence au lieu de sa découverte, l'Himalaya.

## Publication originale
- Boulenger, 1888 : Descriptions of two new Indian species of Rana. Annals and Magazine of Natural History, sér. 6, vol. 2, p. 506-508 (texte intégral).